# فيتشيوكس
فيتشيوكس (بالفرنسية: Ficheux)‏ هي بلدية تقع في إقليم باد كاليه من منطقة نور با دو كاليه في شمال فرنسا. تبلغ مساحة هذه المدينة 5.83 (كم²)، وترتفع عن سطح البحر 90 م، يبلغ عدد سكانها 530 نسمة حسب إحصاء المعهد الوطني للإحصاء والدراسات الاقتصادية سنة 2009 م. وترأس Jean-Claude Blouin البلدية خلال فترة (2008-2014).